# ميشيل جولي
ميشيل جولي (بالفرنسية: Michel Joly)‏ (19 أبريل 1949 فرنسا - ) هو لاعب كرة قدم فرنسي يلعب كمدافع.

## وصلات خارجية
- ميشيل جولي على موقع قاعدة بيانات كرة القدم.إي يو (الإنجليزية)